# Rhytisma anhuiense
Rhytisma anhuiense är en svampart som beskrevs av C.L. Hou & M. Piepenbr. 2005. Rhytisma anhuiense ingår i släktet Rhytisma och familjen Rhytismataceae.   Inga underarter finns listade i Catalogue of Life.